# Styrax japonicus
Styrax japonicus là một loài thực vật có hoa trong họ Bồ đề. Loài này được Siebold & Zucc. miêu tả khoa học đầu tiên năm 1837.

## Hình ảnh

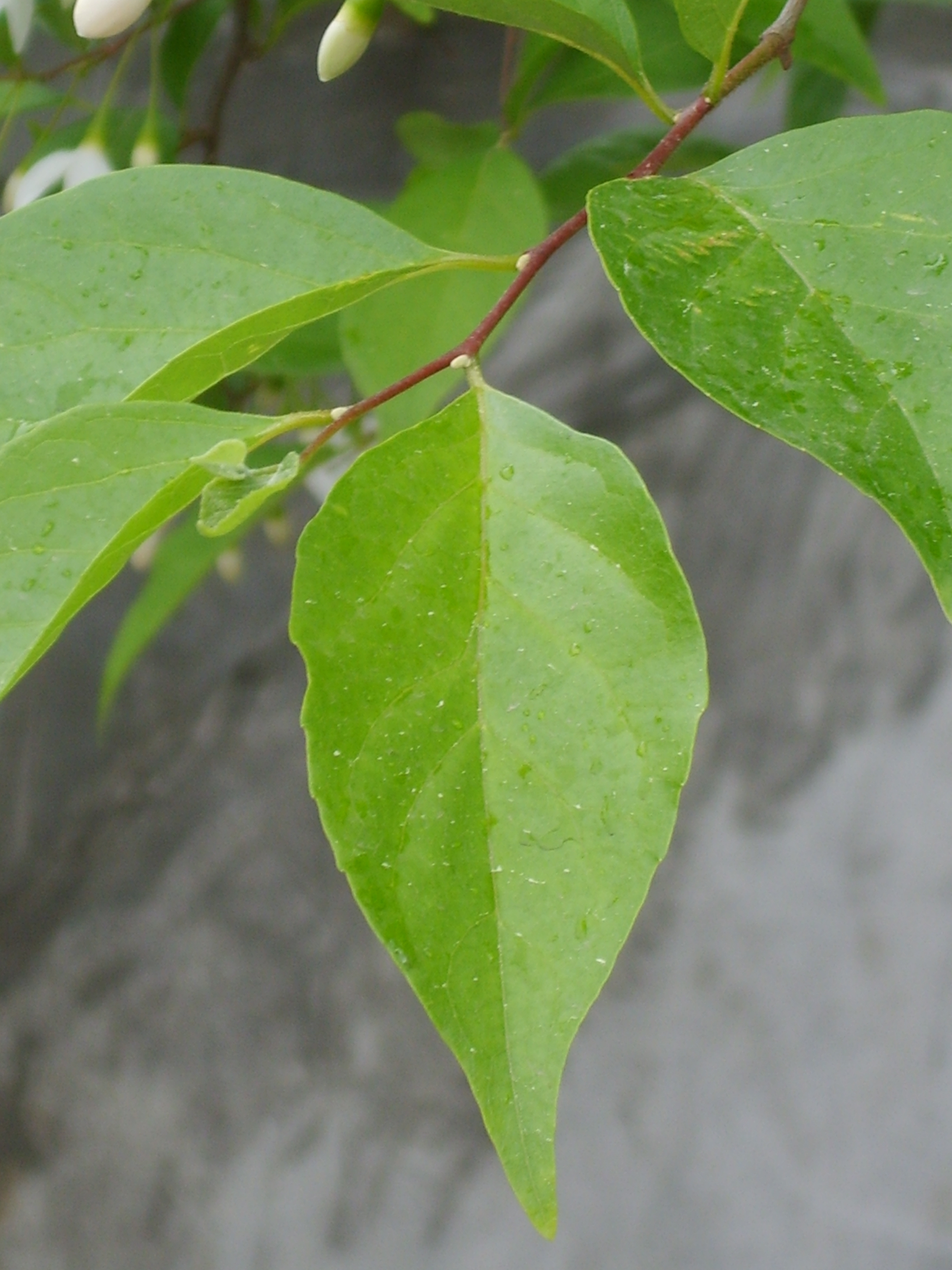
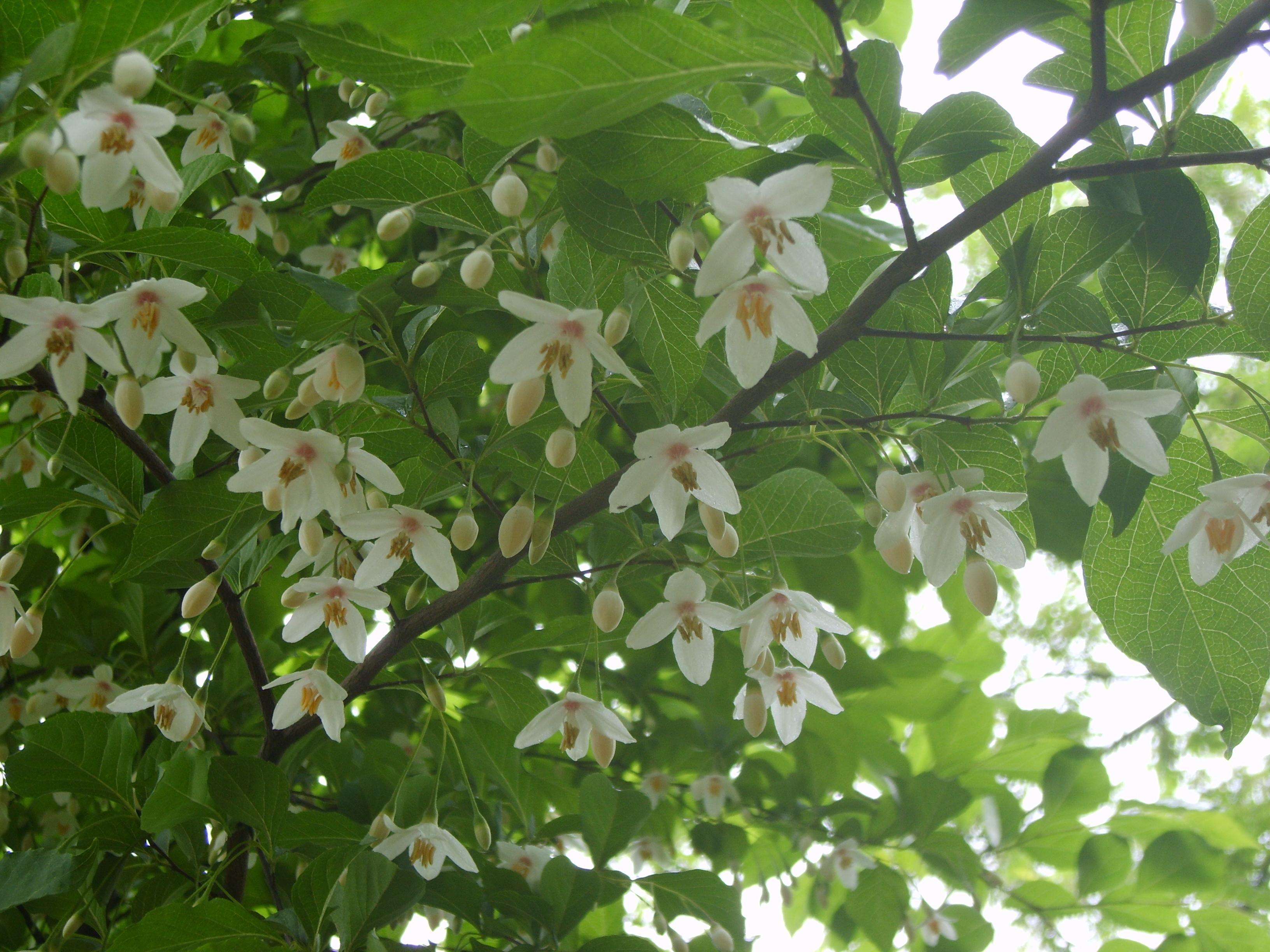
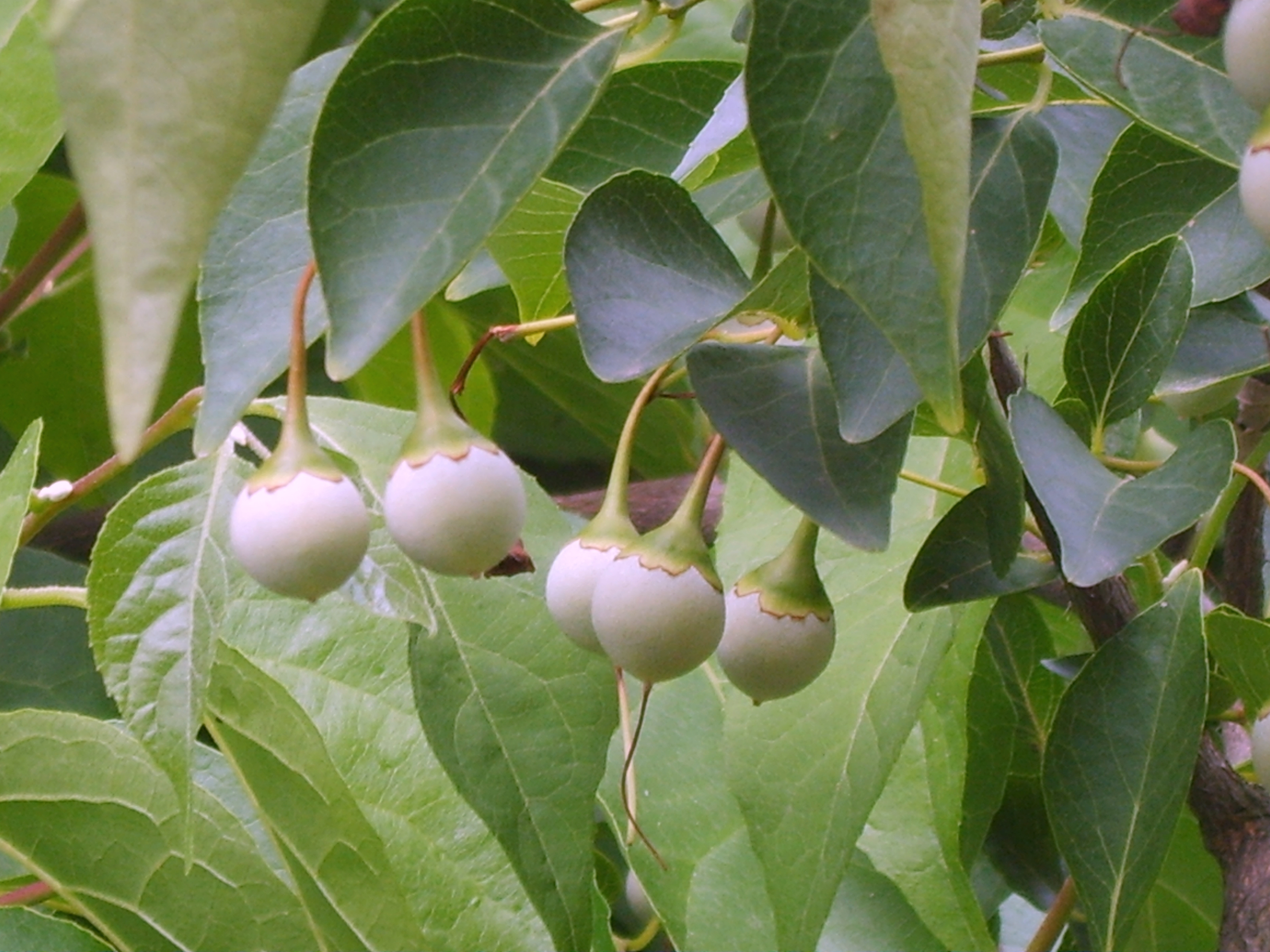
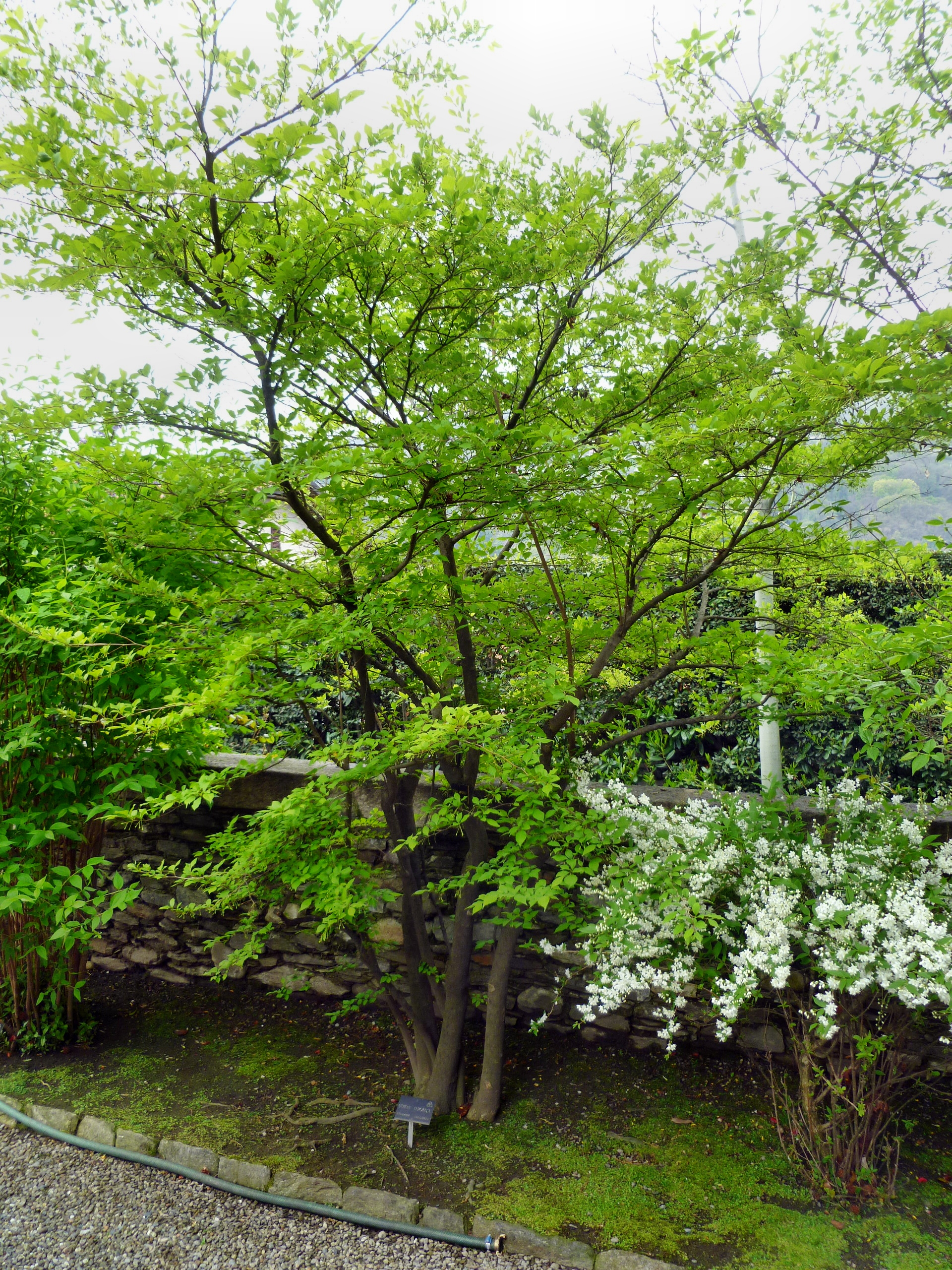